# Tibiana fasciculata
Tibiana fasciculata är en ringmaskart som beskrevs av Jean-Baptiste Lamarck 1816. Tibiana fasciculata ingår i släktet Tibiana och familjen Eunicidae. Inga underarter finns listade i Catalogue of Life.